# Развође (Промина)
Развође је насељено мјесто у сјеверној Далмацији. Припада општини Промина у Шибенско-книнској жупанији, Република Хрватска.

## Географија
Смјештено је у западном подножју планине Промине. Налази се око 6 км југоисточно од Оклаја.

## Историја
Насеље се до територијалне реорганизације у Хрватској налазило у саставу некадашње велике општине Дрниш. Развође се од распада Југославије до августа 1995. године налазило у Републици Српској Крајини.

## Култура
У Развођу се налази римокатоличка црква Сви Свети и храм Српске православне цркве Св. Недјеља из 1969. године.

## Становништво
Према попису становништва из 2001. године, Развође је имао 193 становника. Према попису становништва из 2011. године, насеље Развође је имало 170 становника.
| Националност       | 1991. | 1981. | 1971. | 1961. |
| Срби               | 160   | 218   | 340   |       |
| Хрвати             | 337   | 430   | 665   |       |
| Југословени        | 5     | 32    |       |       |
| остали и непознато | 5     | 30    | 14    |       |
| Укупно             | 507   | 710   | 1.019 | 1.154 |

| Демографија | Демографија | Демографија |
| Година      | Становника  | Становника  |
| ----------- | ----------- | ----------- |
| 1961.       | 1.154       |             |
| 1971.       | 1.019       |             |
| 1981.       | 710         |             |
| 1991.       | 507         |             |
| 2001.       | 193         |             |
| 2011.       |             | 170         |

### Попис 1991.
На попису становништва 1991. године, насељено место Развође је имало 507 становника, следећег националног састава:
| Попис 1991.‍  | Попис 1991.‍  | Попис 1991.‍ | Попис 1991.‍ | Попис 1991.‍ |
| ------------ | ------------ | ----------- | ----------- | ----------- |
|              |              |             |             |             |
| Хрвати       | Хрвати       |             | 337         | 66,46%      |
| Срби         | Срби         |             | 160         | 31,55%      |
| Југословени  | Југословени  |             | 5           | 0,98%       |
| Словенци     | Словенци     |             | 1           | 0,19%       |
| Црногорци    | Црногорци    |             | 1           | 0,19%       |
| остали       | остали       |             | 1           | 0,19%       |
| неопредељени | неопредељени |             | 1           | 0,19%       |
| непознато    | непознато    |             | 1           | 0,19%       |
| укупно: 507  |              |             |             |             |

## Презимена
- Берша — Римокатолици
- Дуванчић — Римокатолици
- Дујић — Римокатолици
- Керић — Православци
- Кулић — Римокатолици
- Лацић — Римокатолици
- Манојловић — Православци
- Медић — Православци
- Покрајац — Православци
- Суман — Римокатолици
- Тошић — Римокатолици
- Тралић — Римокатолици
- Цвијетић — Православци